# دارسره باوینه
دارسره باوینه، روستایی از توابع بخش درب گنبد شهرستان کوهدشت در استان لرستان ایران است.
زبان گویش این روستا لکی می باشد ، این روستا از طائفه یا قوم کاکاوند مظفروند میباشند که از سال ۱۲۹۰ هجری خورشیدی بر این مکان ساکن هستند بنیانگذار این روستا شخص شیخ محمد زارعی که از مردان بزرگ طائفه کاکاوند بوده است می باشد، این روستا دارای منابع آب شیرین از چشمه می باشد و تامین کننده آب اهالی روستا میباشد، این روستا دارای مکان تفریحی ای بنام کالا دریا میباشد که در ایام نوروز گردشگران از آن دیدن میکنند

## جمعیت
این روستا در دهستان درب گنبد قرار دارد و براساس سرشماری مرکز آمار ایران در سال ۱۳۹۵، جمعیت آن ۱۴۷ نفر (۳۱خانوار) بوده‌است.